# مجموعة اجتماعية
المجموعة الاجتماعية (أو الدائرة الاجتماعية) في العلوم الاجتماعية، هي مجموعة تتكون من شخصين أو أكثر يتفاعلون مع بعضهم البعض ويشتركون في خصائص متشابهة، ويكتسبون شعورا جماعيا بالوحدة (الانتماء). غير أن المنظرين الآخرين لا يوافقون على ذلك، فهم حذرون من التعاريف التي تؤكد على أهمية الترابط أو التشابه الموضوعي. وبدلا من ذلك فإن الباحثين ضمن تقاليد الهوية الاجتماعية يعرفونها عموما بأنها «مجموعة محددة في ظل شروط أولئك الذين يعرفون أنفسهم على أنهم أعضاء في هذه المجموعة». بغض النظر عن أن المجموعات الاجتماعية تأتي في عدد لا يحصى من الأحجام والأصناف، منها على سبيل المثال يمكن اعتبار المجتمع العام على أنه مجموعة اجتماعية كبيرة.

## التعريف

### مقاربة تماسك الجماعة
تبدي المجموعات الاجتماعية نمطًا من التماسك الاجتماعي وهو أبعد من مجرد تجمع الأفراد أو تكتلهم، كتجمّع الأشخاص عند انتظارهم في محطات الباصات، أو اصطفافهم في الطوابير. قد تتضمن السمات التي يشترك بها مجموعة من الأفراد الاهتمامات والقيم الشخصية والثقافية والاجتماعية والتصوّرات الاجتماعية والخلفيات العرقية أو الاجتماعية وصلات القرابة. تتمثّل صلات القرابة بالرابط الاجتماعي الذي يقوم على السلف المشترك أو الزواج أو التبنّي. وبنفس السياق، اعتبر بعض الباحثون أن السمة التعريفية للجماعة تكمن في التفاعل الاجتماعي. وسطيًّا وفقًا لرقم دنبار، لا يستطيع الأشخاص الحفاظ على استقرار علاقاتهم الاجتماعية مع أكثر من 150 شخص.
اقترح عالم النفس الاجتماعي مظفر شريف تعريفًا للوحدة الاجتماعية على أنها مجموعة من الأفراد تتفاعل فيما بينها مع الأخذ بعين الاعتبار كل من:
1. الدوافع والأهداف المشتركة
2. تقسيم العمل بشكل متفق عليه
3. إقرار حالة العلاقات (الطبقة الاجتماعية، الهيمنة)
4. المعايير والقيم المقبولة مع مرجعية المواضيع المتعلقة بالمجموعة
5. تطوير الروادع المقبولة (الإشادة والعقوبة) في حال وعندما تكون الأعراف محترمة أو منتهكة.[4]

يعدّ هذا التعريف طويلًا ومعقدًا، إلا أنه محدد أيضًا. كما أنّه نجح في توفير الأدوات الكفيلة بتمكين الباحثين من الإجابة عن هذه الأسئلة:
1. «كيف تشكلت المجموعة؟»
2. «كيف تعمل المجموعة؟»
3. «كيف يمكن للفرد توصيف هذا التفاعل الاجتماعي الذي يحدث في سبيل تأسيس المجموعة؟»

### السمات التعريفية
ناقش فورسيث في نصّه «ديناميكية المجموعة» العديد من السمات أو الصفات الشائعة للمجموعات التي تساعد في تعريفها.

#### 1)التفاعل
يتباين عنصر المجموعة هذا بشكل كبير، متضمّنًا التواصل الشفهي أو غير الشفهي والتسكّع الاجتماعي والتواصل وتشكيل العلاقات وعلى نحو ذلك.
يحدّد بحث قام به بايلز (Bales) أن هناك نمطين رئيسيين من التفاعل: تفاعلات العلاقة وتفاعلات المهام
1. تفاعلات العلاقة: الأعمال التي يقوم بها أعضاء المجموعة التي تتعلّق أو تؤثّر على الروابط العاطفية والشخصية داخل المجموعة، بما في ذلك كلا الأفعال الإيجابية (الدعم الاجتماعي والمراعاة) والأفعال السلبية (النّقد والتضارب).[العامة 1]
2. تفاعلات المهام: الأعمال التي يقوم بها أعضاء المجموعة التي تخصّ مشاريع المجموعة ومهامها وأهدافها.[العامة 1] يقتضي ذلك تنظيم الأفراد لأنفسهم والاستفادة من مهاراتهم ومواردهم في تحقيق أمر ما.

#### 2) الأهداف
تملك معظم المجموعات سببًا لوجودها، سواءً أكان لزيادة مستوى تعليمها ومعرفتها، أو تلقّي الدعم العاطفي، أو لتجربة روحانية أو دينية.
يمكن للمجموعات أن تسهّل تحقيق هذه الأهداف. ينظّم نموذج سركومبلكس للمهام الجماعية الذي وضعه جوزيف مكغراف  المهام المنسوبة للمجموعة وأهدافها. قد تركّز المجموعات على العديد من هذه الأهداف أو مجالًا واحدًا في كل مرّة. يقسم النموذج أهداف المجموعة إلى 4 أنماط رئيسة، والتي بدورها تصنّف إلى فئات فرعية أخرى:
1. الإحداث: هو إيجاد الأفكار والخطط للوصول إلى الأهداف
  - المهام التخطيطية
  - المهام الإبداعية
2. الاختيار: اختيار حل.
  - المهام الفكرية
  - مهام صنع القرار
3. التفاوض: إيجاد الحل للمشكلة.
  - مهام الصراع المعرفي
  - مهام الحافز المختلط
4. التنفيذ: العمل على تنفيذ المهمة.
  - مهام التنافسية/ المسابقات/ المعارك.
  - مهام الحركية/ الأداء.

#### 3) الترابط في العلاقة
تحدّد حالة الاستقلال بشكل عام أو جزئي إلى حدّ ما من قبل الأشخاص الآخرين بناءً على ما يصدر عن الفرد بأفعاله وأفكاره ومشاعره وخبراته.
تكون بعض المجموعات أكثر ترابطًا من غيرها. على سبيل المثال، لدى الفريق الرياضي مستوى عالي نسبيًّا من الترابط بالمقارنة من مجموعة من الأشخاص الذين يشاهدون فيلمًا في السينما.

#### 4) البناء
يقتضي بناء المجموعة نشوء القواعد التنظيمية والمعايير والأدوار والعلاقات التي تتشكّل بين المجموعة مع مرور الزمن.

#### 5) الوحدة
عند النظر بصورة عامّة، تكون المجموعة أكبر من مجموع أجزائها الفردية. فعندما يأتي الأشخاص بذكر المجموعات، يتحدثون عنها ككل أو كيان، بدلاً من الحديث عن أفرادها. على سبيل المثال، يمكن القول «كان أداء الفرقة الموسيقية جميلًا». تلعب هنا العديد من العوامل دورًا في هذه الصورة للوحدة، بما في ذلك تماسك المجموعة، والترابط (مظهر التماسك من قبل الغرباء).

## الأنماط
وفقاً لتشارلز هورتون كولي (1864-1929)، فإن المجموعة الأولية (الأساسية) هي مجموعة اجتماعية صغيرة يتشارك أعضاؤها بعلاقات شخصية ودائمة. يقضي الأشخاص الذين ينتمون إلى هذه المجموعة الكثير من الوقت معًا، مشتركين في العديد من الأنشطة معًا، ويشعرون أنهم يعرفون بعضهم البعض جيدًا.
وعلى نقيض الأولى، فإن المجموعات الثانوية هي مجموعات كبيرة تشمل العلاقات الرسمية والمؤسسية. تنطوي العلاقات الثانوية على روابط عاطفية ومعرفة شخصية ضعيفة، فمعظم المجموعات الثانوية قصيرة الأمد.